# Constantino Paleólogo (filho de Miguel VIII)
Constantino Paleólogo (em grego: Κωνσταντῖνος Παλαιολόγος; 1261–5 de maio de 1306) foi um príncipe bizantino da dinastia paleóloga que também serviu como general nas guerras contra os sérvios e os beilhiques turcos.

## Vida
Constantino era o terceiro filho do imperador bizantino Miguel VIII Paleólogo (r. 1259–1282) com Teodora Ducena Vatatzina. Ele nasceu no outono de 1261 em Constantinopla, que acabara de ser reconquistada do Império Latino em agosto. Ele era, portanto, um verdadeiro porfirogênito ("nascido no púrpura") e era frequentemente chamado assim. Seu pai, segundo os relatos, concedeu-lhe honras acima até mesmo das concedidas aos déspotas.
Em 1280, Constantino lutou contra os sérvios na Macedônia e foi depois despachado para a Anatólia para enfrentar os invasores turcos, conseguindo retomar o controle do vale do Meandro. Em seguida, Constantino mandou reconstruir o famoso Mosteiro de Estúdio em Constantinopla. Em 1293, ele foi difamado perante o irmão e imperador Andrônico II Paleólogo (r. 1282–1328) e preso. Tornou-se monge em seguida e adotou o nome monástico de Atanásio. Morreu em Constantinopla em 5 de maio de 1306 e foi enterrado no Mosteiro de Lips.
De seu casamento com Irene Paleóloga Raulena, Constantino teve um filho, o panipersebasto João Paleólogo.